# Confraria de la Mare de Déu de Montserrat
La confraria de la Mare de Déu de Montserrat és una confraria o germandat que aplega especialment laics que tenen per vincle comú la devoció a la Mare de Déu de Montserrat, més enllà del santuari. Es troba estesa per diversos territoris i països. L’objectiu de la confraria és facilitar la devoció a la Mare de Déu de Montserrat, amb la vinculació al seu Santuari montserratí i la creació de centres que, com autèntics petits santuaris, "apropin l’amor que Déu manifesta" a tots els fidels.

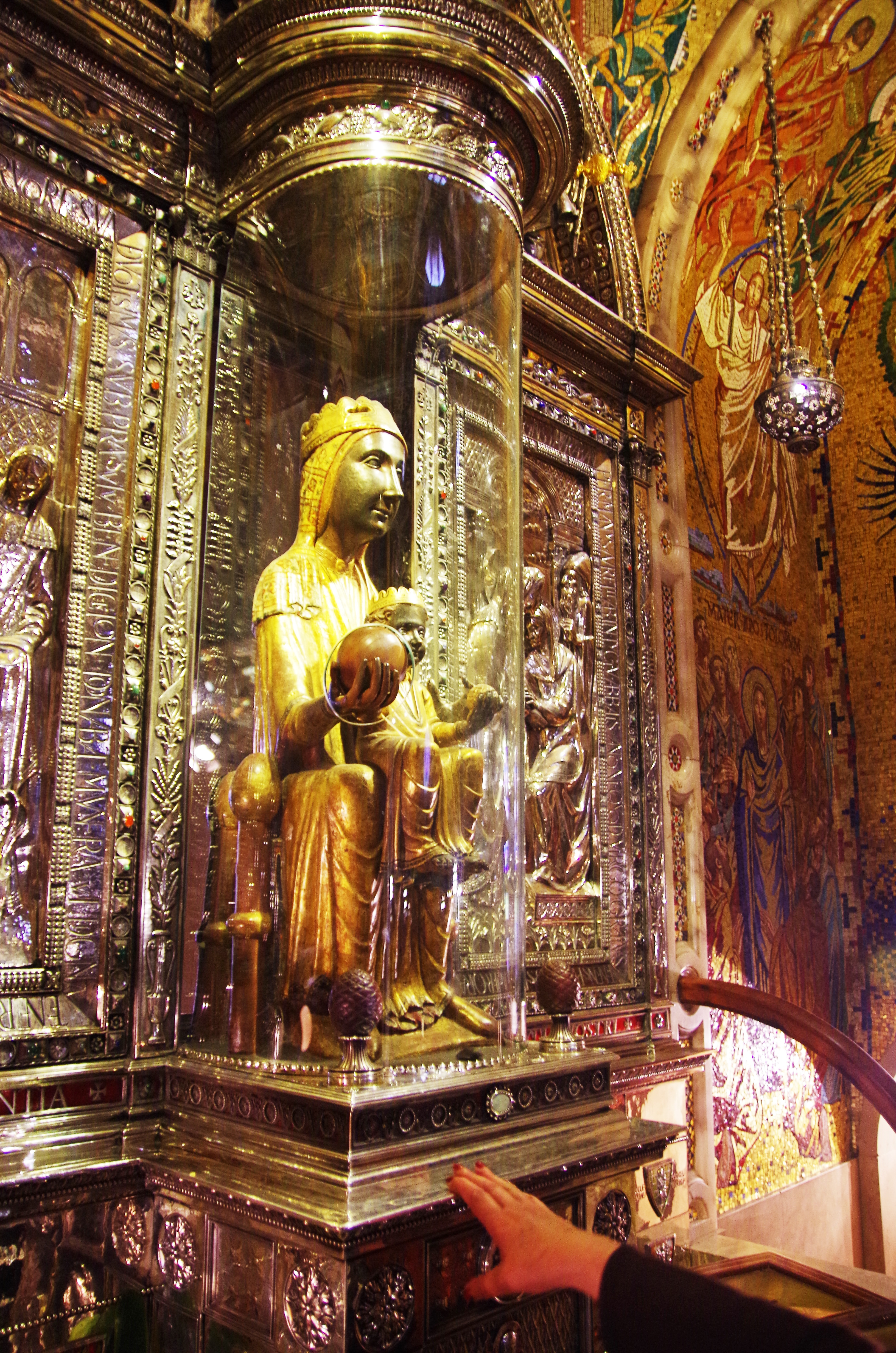
Imatge de la Mare de Déu de Montserrat al seu Santuari

A inicis del segle XXI tenia 250 centres, 160 dels quals radicats a Catalunya, uns 30 a la resta de l’Estat espanyol i uns 60 a Europa i Amèrica. El 2023 aplegava més de tres mil confrares.

## Fundació i evolució
Fou fundada el 1223 per Ramon, abat del monestir de Ripoll, i el prior de Montserrat, Berenguer de Bac, amb l’aprovació de l’arquebisbe de Tarragona Aspàreg de la Barca, els quals, juntament amb la reina Elionor d'Aragó, signaren el document de fundació i foren els primers inscrits en la germandat.
Conegué una important expansió al segle XIV a partir de la concessió, a petició del rei Alfons el Magnànim i la reina Maria, del benefici d'indulgència plenària als membres de la confraria per part del papa Nicolau V. Així entre 1498 i 1499 s'estamparen més de 150.000 cèdules d'adscripció. La vida i el nombre de membres de la confraria fou molt destacable fins a la destrucció del monestir per les tropes napoleòniques i els conflictes posteriors. Un testimoni de la seva vitalitat són les nombroses encunyacions de medalles de mitjan segle XVIl i durant el segle XVIII. De les quals es troben molts exemplars per tot Europa.
Els primers estatuts coneguts són redactats el 1415 per l'abat Marc de Vilalba Altres reformes estatuàries van ser portades a terme. Cal destacar la de 1881, per l'abat Miquel Muntades,dins l'ambient de la Renaixença i la reconstrucció de Montserrat. Seguiren altres canvis d'estatuts fins al 2017 que es modificaren recollint l'esperit del concili Vaticà II i donant autonomia als centres delegats. El 1981 es reprengué la publicació del Butlletí del Santuari, vehicle de comunicació de la Confraria.
Durant l'Edat Moderna la Confraria ajudà a estendre la devoció a santa Maria sota l'advocació de Montserrat. Se li dedicaren capelles en molts llocs especialment a Amèrica Llatina, Castella i Itàlia. Desenvolupant-se un teixit de cases procura que a poc a poc es van convertint en petits santuaris escampats per diferents territoris.
Un breu recorregut històric de la Confraria de la Mare de Déu de Montserrat fou aplegat dins el llibre dedicat a commemorar els setanta-cinc anys del patronatge, obra d'Adalbert Franquesa del 1958 i editat en facsímil el 2017. També es troba notícia de la confraria a la Història de Montserrat d'Anselm Maria Albareda.
En celebrar-se, el 2023, els vuit-cents anys de la confraria, aquesta és concebuda com una comunitat de pregària. Els confrares no tenen obligacions determinades, però es recomana una vida activa de pregària. Per a facilitar-ho, el Santuari, com a casa comuna de tots els confrares, proposa materials per a la pregària personal o en grup. La commemoració dels vuit-cents anys de fundació de la confraria tingué un dels moments centrals en la peregrinació de Montserrat a Roma l'octubre de 2023 que va aplegar a més de vuit-cents confrares. Entre diversos actes i pregàries va incloure una multitudinària audiència privada del papa al pati de Sant Damas al Vaticà als pelegrins encapçalats pels bisbes catalans i l'abat de Montserrat. El papa Francesc elogià la tasca de difusió mariana que ha fet la confraria durant vuit segles. Animant amb Maria a recórrer els camins de la pau, l'amabilitat, l'escolta i el diàleg pacient i confiat. En reconeixement, Francesc va atorgar a la patrona de Catalunya la Rosa d'Or del Papa, una antiga distinció pontifícia que modernament s'ha conferit a alguns santuaris marians. La romeria dels vuit segles va incloure un concert de l'Escolania de Montserrat a la Basílica de Sant Pau Extramurs a Roma. També l'exposició «Verge Serena», ubicada al claustre d'aquell temple.